# Енергија јонизације
Енергија јонизације (Ei) је најмања количина енергије коју је потребно довести једном атому неког елемента да би он отпустио свој последњи, најслабије везани електрон са последњег електронског нивоа. То се квантитативно изражава као:
 + енергија ⟶ 
где је X било који атом или молекул, X+ је јон са једним уклоњеним електроном, и e− је уклоњени електрон. Оно је генерално ендотерман процес. По правилу, што су најудаљенији електрони ближе језгру атома, то је већа енергија јонизације атома.
Физичке и хемијске науке користе различите јединице за енергију јонизације. У физици, јединица је количина енергије потребна за уклањање једног електрона из једног атома или молекула, изражена као електронволти. У хемији, јединица је количина енергије потребна да сви атоми у молу супстанце изгубе по један електрон: енергија моларне јонизације или приближно енталпија, изражена у килоџулима по молу (kJ/mol) или килокалоријама по молу.
Енергија јонизације је веома важна мера реактивности одређеног елемента. Вредност енергије јонизације дуж групе опада, што се објашњава порастом пречника атома и последичним падом јачине привлачних електростатичких сила између валентног електрона и језгра. Како су ове силе слабије, електрон се лакше отпушта, а побуђивање атома захтева мању количину енергије. Притом, прва енергија јонизације је најмања док је свака следећа значајно већа. У екстремним случајевима, друга енергија јонизације је и 1.000 пута већа од прве, као што је то случај код алкалних метала где се након прве јонизације постиже стабилна електронска конфигурација, са попуњеним октетом и јачим интраатомским силама између језгра и валентних електрона. Насупрот томе, енергија јонизације дуж периоде расте јер све већи број електрона у истом енергетском нивоу више интерагује са језгром и отежава отпуштање валентних електрона, тј потребно је довести све већу количину енергије да би се валентни електрон(и) отпустио и на тај начин постигао стабилну електронску конфигурацију.
Енергија јонизације n-тог реда се односи на количину енергије неопходне да се уклони електрон из честице наелектрисања (n-1). На пример, прве три енергије јонизације су дефинисане на следећи начин:
1. енергија јонизације је енергија која омогућава реакцију X ⟶ X+ + −
2. енергија јонизације је енергија која омогућава реакцију X+ ⟶ X2+ + −
3. енергија јонизације је енергија која омогућава реакцију X2+ ⟶ X3+ + −
Термин јонизациони потенцијал је старији и застарели појам за енергију јонизације, јер се најстарији метод мерења енергије јонизације заснивао на јонизовању узорка и убрзању електрона уклоњеног електростатичким потенцијалом.
Најзначајнији фактори који утичу на енергију јонизације укључују:
- Електронска конфигурација: она објашњава енергију јонизације већине елемената, јер се све њихове хемијске и физичке карактеристике могу утврдити само одређивањем њихове одговарајуће електронске конфигурације.
- Нуклеарно наелектрисање: ако је нуклеарни набој (атомски број) већи, језгро јаче држи електроне и отуда енергија јонизације постаје већа.
- Број електронских омотача: ако је величина атома већа због присуства више љуски, језгро слабије држи електроне и енергија јонизације бива мања.
- Ефективни нуклеарни набој: ако су величине заштите и пенетрације електрона веће, језгро слабије држи електроне,  електрона и енергије јонизације су мање.[10]
- Тип јонизоване орбитале: атом стабилније електронске конфигурације има мању тенденцију да губи електроне и сходно томе има већу енергију јонизације.
- Електронско заузеће: ако је највиша заузета орбитала двоструко попуњена, тада је лакше уклонити електрон.

Остали мањи фактори укључују:
- Релативистички ефекти: они утичу на теже елементе (посебно на оне чији је атомски број већи од 70), јер се њихови електрони приближавају брзини светлости, те стога имају мањи атомски радијус/већу енергију јонизације.
- Контракција лантаноида и актиноида (и контракција d-блока[11]): велико скупљање елемената утиче на енергију јонизације, јер се снажније осећа нето наелектрисање језгра.
- Енергије електронског пара[12] и енергија размене: оне су применљиве само потпуно испуњене и допола испуњене орбитале.

## Одређивање енергија јонизације
Енергија јонизације атома, означена као , мери се проналажењем минималне енергије светлосних кванта (фотона) или електрона убрзаних до познате енергије која ће избацити најслабије везане атомске електроне. Мерење се врши у гасној фази на појединачним атомима. Док се само племенити гасови јављају као моноатомски гасови, други гасови се могу поделити у појединачне атоме. Такође, многи чврсти елементи могу да се загреју и испаре у појединачне атоме. Моноатомска пара се уноси у претходно евакуисану цев која има две паралелне електроде повезане са извором напона. Јонизујућа побуда се уводи кроз зидове цеви или се производи унутар ње.
Када се користи ултраљубичасто светло, таласна дужина се помера низ ултраљубичасто подручје. На одређеној таласној дужини (λ) и фреквенцији светлости (ν=c/λ, при чему је c брзина светлости), светлосни кванти, чија је енергија пропорционална фреквенцији, имаће енергију довољно високу да истисну најслабије везане електроне. Ови електрони ће бити привучени позитивном електродом, а позитивни јони преостали након фотојонизације бивају привучени негативно наелектрисаном електродом. Ови електрони и јони успостављају струју кроз цев. Енергија јонизације је енергија фотона  (h је Планкова константа) која је изазвала нагли пораст струје: .
Када се електрони велике брзине користе за јонизацију атома, они се производе електронским пиштољем унутар сличне евакуисане цеви. Енергијом снопа електрона може се управљати убрзањем напона. Енергија ових електрона која доводи до наглог почетка струје од јона и ослобођених електрона кроз цев поклапа се са енергијом јонизације атома.

## Вредности и трендови
Генерално, (n+1)-та енергија јонизације одређеног елемента већа је од n-те енергије јонизације. Када следећа енергија јонизације укључује уклањање електрона из исте електронске љуске, повећање енергије јонизације је првенствено узроковано повећањем нето наелектрисања јона из којег се електрон уклања. Електрони уклоњени из високо наелектрисаних јона доживљавају веће силе електростатичког привлачења; стога њихово уклањање захтева више енергије. Поред тога, када следећа енергија јонизације укључује уклањање електрона из доње електронске љуске, знатно смањено растојање између језгра и електрона такође повећава и електростатичку силу и растојање преко којег се та сила мора превазићи да би се електрон уклонио. Оба ова фактора додатно повећавају енергију јонизације.
Неке од вредности за елементе треће периоде дате су у следећој табели:
| Елемент | Први  | Други | Трећи | Четврти | Пети   | Шести  | Седми  |
| ------- | ----- | ----- | ----- | ------- | ------ | ------ | ------ |
|         | 496   | 4.560 |       |         |        |        |        |
|         | 738   | 1.450 | 7.730 |         |        |        |        |
|         | 577   | 1.816 | 2.881 | 11.600  |        |        |        |
|         | 786   | 1.577 | 3.228 | 4.354   | 16.100 |        |        |
|         | 1.060 | 1.890 | 2.905 | 4.950   | 6.270  | 21.200 |        |
|         | 1.000 | 2.295 | 3.375 | 4.565   | 6.950  | 8.490  | 27.107 |
|         | 1.256 | 2.260 | 3.850 | 5.160   | 6.560  | 9.360  | 11.000 |
|         | 1.520 | 2.665 | 3.945 | 5.770   | 7.230  | 8.780  | 12.000 |

Велики прескоци у узастопним моларним енергијама јонизације настају приликом проласка конфигурације племенитог гаса. На пример, као што се може видети у горњој табели, прве две моларне енергије јонизације магнезијума (уклањањем два 3s електрона са атома магнезијума) су много мање од треће, која захтева уклањање 2p електрона са неонске конфигурације 2+. Тај електрон је много ближи језгру од претходно уклоњеног 3s електрона.
Енергија јонизације је такође периодични тренд у периодном систему. Померајући се с лева надесно унутар дате периоде, или навише унутар групе, прва енергија јонизације се генерално повећава, са изузецима као што су алуминијум и сумпор у горњој табели. Како се нуклеарни набој језгра повећава дуж периоде, електронска заштита остаје константна, те се отуда атомски радијус смањује, а електронски облак постаје ближи језгру, јер се електрони, нарочито они најудаљенији, чвршће држе већег ефективног нуклеарног наелектрисање. Слично томе при кретању навише унутар дате групе, електрони се држе у нижим енергетским орбиталама, ближе језгру и стога су чвршће повезани.
Када се иде наниже унутар дате групе, електрони се налазе у љускама веће енергије са већим главним квантним бројем n, даље од језгра и стога су лабавије везани тако да се енергија јонизације смањује. Ефективни нуклеарни набој споро расте, тако да његов ефекат надмашује повећање n.

### Изузеци у енергијама јонизације
Постоје изузеци од општег тренда пораста енергије јонизације унутар периода. На пример, вредност опада од берилијума ( 4Be: 9,3 eV) до бора ( 5B: 8,3 eV), а од азота ( 7N: 14,5 eV) до кисеоника ( 8O: 13,6 eV). Ови падови се могу објаснити у смислу електронске конфигурације.
Бор има свој последњи електрон у 2p орбитали, чија је електронска густина у просеку удаљенија од језгра од 2s електрона у истој љусци. 2s електрони затим донекле штите 2p електрон од језгра, и лакше је уклонити 2p електрон из бора него уклонити 2s електрон из берилијума, што резултира мањом енергијом јонизације за B.
У кисеонику, последњи електрон дели двоструко окупирану p-орбиталу са електроном супротног спина. Два електрона на истој орбитали су у просеку ближа један другом од два електрона на различитим орбиталама, тако да ефикасније штите један другог од језгра и лакше је уклонити један електрон, што резултира мањом енергијом јонизације.
Штавише, након сваког елемента племенитог гаса, енергија јонизације драстично опада. Ово се дешава зато што спољашњи електрон у алкалним металима захтева много мању количину енергије да се уклони из атома него они из унутрашње шкољке. Ово такође доводи до ниске вредности електронегативности за алкалне метале.

#### Смањење енергије јонизације
- Прелазак у нови период: алкални метал лако губи један електрон да би оставио октет или конфигурацију псеудоплеменитог гаса, тако да ти елементи имају само мале вредности за IE.
- Прелазак са s-блока на p-блок: p-орбитала лакше губи електрон. Пример је берилијум до бора, са конфигурацијом електрона 1s2 2s2 2p1. 2s електрони штите 2 електрон више енергије од језгра, чинећи га мало лакшим за уклањање. То се такође дешава од магнезијума до алуминијума.[23]
- Заузимање p-подљуске са својим првим електроном са спином супротним другим електронима: као што је у азоту ( 7N: 14,5 eV) до кисеоника ( 8O: 13,6 eV), као и од фосфора ( 15P: 10,48 eV) до сумпора ( 16S : 10,36 eV). Разлог за то је што кисеоник, сумпор и селен имају опадајућу енергију јонизације због ефекта заштите.[24] Међутим, ово се прекида почевши од телура где је заштита премала да би произвела пад.
- Прелазак са d-блока на p-блок: као у случају цинка ( 30Zn: 9,4 eV) до галијума ( 31Ga: 6,0 eV)
- Посебан случај: смањење од олова ( 82Pb: 7,42 eV) до бизмута ( 83Bi: 7,29 eV). Ово се не може приписати величини (разлика је минимална: олово има ковалентни радијус од 146 pm, док је бизмут 148 pm[25]). Ово је због спин-орбитног цепања 6p љуске (олово уклања електрон са стабилизованог 6p1/2 нивоа, али бизмут уклања електрон са дестабилизованог 6p3/2 нивоа). Предвиђене енергије јонизације показују много већи пад од флеровијума до московијума, један ред ниже у периодном систему и са много већим спин-орбитним ефектима.
- Посебан случај: смањење од радијума ( 88Ra: 5,27 eV) до актинијума ( 89Ac: 5,17 eV), што је прелазак са s на d орбиталу. Међутим, аналогни прелаз са баријума ( 56Ba: 5,2 eV) на лантан ( 57La: 5,6 eV) не показује промену наниже.
- Лутецијум ( 71Lu) и лоренцијум ( 103Lr) имају енергију јонизације нижу од претходних елемената. У оба случаја последњи додат електрон покреће нову подљуску: 5d за Lu са конфигурацијом електрона [Xe] 4f14 5d1 6s2, и 7p за Lr са конфигурацијом [Rn] 5f4 7s2 7p1. Ови падови у енергијама јонизације за лутецијум и посебно лоренцијум показују да ови елементи припадају d-блоку, а не лантанском и актинијумском.[26]